# Amimitl
Amimitl – w mitologii azteckiej bóg ryb, rybaków i jezior.